# Bahnhof Storzingen
Der Bahnhof Storzingen ist ein Bahnhof an der Bahnstrecke Tübingen–Sigmaringen in Storzingen, einem Ortsteil von Stetten am kalten Markt im Landkreis Sigmaringen in Baden-Württemberg. Das unter Denkmalschutz stehende Empfangsgebäude mit der Anschrift Bahnhofstraße 8 befindet sich im Eigentum der Gemeinde. Der Bahnhof verfügt über drei Durchgangsgleise und ein Stumpfgleis, einen Hausbahnsteig und einen Zwischenbahnsteig.

## Geschichte
Der Bahnhof wurde 1878 errichtet und erhielt ab 1909 mit dem Ausbau des Truppenübungsplatzes Heuberg eine wichtigere Rolle. 1911 wurde er um weitere Gleise erweitert. Nach dem Zweiten Weltkrieg benutzte zunächst ab 1945 die Französische Armee den Bahnhof, später ab 1956 die Bundeswehr als Verladestandort für Panzer und sonstige Großfahrzeuge. Hierfür wurde im Jahre 1985 nordöstlich des Personenbahnhofs eine Panzerverladeanlage mit drei Gleisen und Rampe errichtet. Zudem hat der Bahnhof eine Bedeutung für die An- und Abreise der im Lager Heuberg und in der Zollernalb-Kaserne stationierten Soldaten.
Im Jahr 1960 wurde der Bahnhof als selbstständige Dienststelle aufgelöst und Ebingen unterstellt. 1964 kam es zum Abbruch erster Nebengebäude. Im Zuge der Sparmaßnahmen nach der Bahnreform wurde der Fahrkartenschalter zum 15. Dezember 2002 geschlossen. Fahrkarten können seitdem nur noch am Automaten gekauft werden.
Seit 2008/2009 ist eine Umstellung des mechanischen Stellwerks Storzingen auf das elektronische Stellwerk Sigmaringen geplant, diese zieht sich aber noch bis mindestens 2021 hin (Stand 2021)[veraltet]. Anschließend sollen die Weichen von der Betriebszentrale Karlsruhe aus ferngesteuert werden können. Bis zur Umstellung ist das Stellwerk in Storzingen weiterhin 20 Stunden am Tag besetzt. Im Zuge dessen wurden die Bahnhofsgleise im Norden gekürzt, so dass die Schmiechabrücke nur noch eingleisig statt dreigleisig befahren wird.
Heute bedient den Bahnhof vor allem die Regionalbahn-Linie RB 66 der SWEG im Zweistundentakt. Zusätzlich halten in Tagesrandlage vereinzelt Züge der Regional-Express-Linie RE 6a der DB Regio (Stand 2021). Storzingen ist außerdem seit dem 3. April 2011 in das Bus-Zug-System „Großer Heuberg“ eingebunden.
Am 24. März 2015 kaufte die Gemeinde Stetten am kalten Markt das baufällige Empfangsgebäude. Vorausgegangen waren jahrelange Verhandlungen mit der Deutschen Bahn. Grund für den Kauf des unter Denkmalschutz stehenden Gebäudes ist unter anderem seine exponierte Lage direkt am Ortseingang.